# Аматерско позориште "Кривоторбићи"
Аматерско позориште „Кривоторбићи" је аматерска позоришна група која окупља младе глумце аматере и дјелује на простору општине Љубовија. Друштво је основано средином 2014. године када је на оснивачкој скупштини у просторијама библиотеке „Милован Глишић“ у Љубовији, усвојени Статут аматерског позоришта.

## Историја
Драмско друштво почиње са радом почетком 2009. године, а званично је основано 29. септембра 2010. године у просторијама СО Љубовија. Основали су га ученици љубовијске гимназије „Вук Караџић“, Марко Марјановић, Љубомир Јевремовић и Милорад Пантић. Пробе и представе се изводе у сали гимназије и биоскопској сали општине Љубовија. Једном годишње друштво у сали средњошколског центра „Вук Караџић“, Љубовија организује хуманитарни концерт, а сав новчани приход одлази породицама којима је новац потребан.
Када је због великих поплава у децембру 2010. године општина Љубовија прогласила ванредно стање чланови друштва су били мобилисани у цивилну заштиту и распоређени на насипе дуж магистралног пута Бајина Башта — Љубовија — Мали Зворник. На састанку одржаном 8. маја 2011. са представницима туристичке организације Љубовија и предсједником градске библиотеке, договорена је сарадња у виду организовања представа за будуће манифестације. Током 2011. године друштво је сарађивало са глумцем Иваном Исаиловићем са циљем одигравања представе „Два смо света различита“, коју су написали чланови друштва. Чланови друштва су 2012. године учествовали у снимању серије Равна Гора.
Аматерско позориште „Кривоторбићи“ наставља традицију, Драмског друштва „Љубовија“. Оснивачи аматерског позоришта, то јес потписници оснивачког акта су ученици гимназије „Вук Караџић“ у Љубовији, Љубомир Јевремовић, Срђан Јеротић, и студент правног факултета Источно Сарајево Марко Марјановић.

## Манифестације
Драмско друштво „Љубовија“ учествује на манифестацијама:
- Дринска регата
- Дрински гастро фестивал
- Обиљежавање годишњица битке на Мачковом камену
- Васкршњи хуманитарни концерт у Љубовији

## Филмски пројекти
Први пројекат новооснованог аматерског позоришта, је био снимање филма Горски цар. Филм је снимам током љета 2014. у мјестима око Љубовије.

## Хронологија рада друштва
- почетак 2009. - Друштво почиње са радом кao Драмско друштво "Љубовија"
- 31. март 2010. - Васкршњи хуманитарни концерт
- 29. септембар 2010. - Званично основано друштво
- 22. април 2011. - Васкршњи хуманитарни концерт
- 8. јул 2011. - Дринска регата
- 27. septembar 2011. - Обиљежавање годишњица битке на Мачковом камену
- 4. мај 2012. - Васкршњи хуманитарни концерт
- 12. мај 2012. - Дрински гастро фестивал
- 13. јул 2012. - Дринска регата
- средина 2014. - Друштво наставља са радом као Аматерско позоириште "Кривоторбићи"
- 26. јул 2014. - Почело снимање филма Горски цар.

## Слике са представа
- Регата 2011. године
- Гастро фестивал 2012. године
- Регата 2012. године
- Представа „Свети Георгије убива аждаху“
- Чланови друштва испред спомен обиљежја битке на Мачковом камену